# 利文扎河
45°35′N 12°52′E / 45.583°N 12.867°E

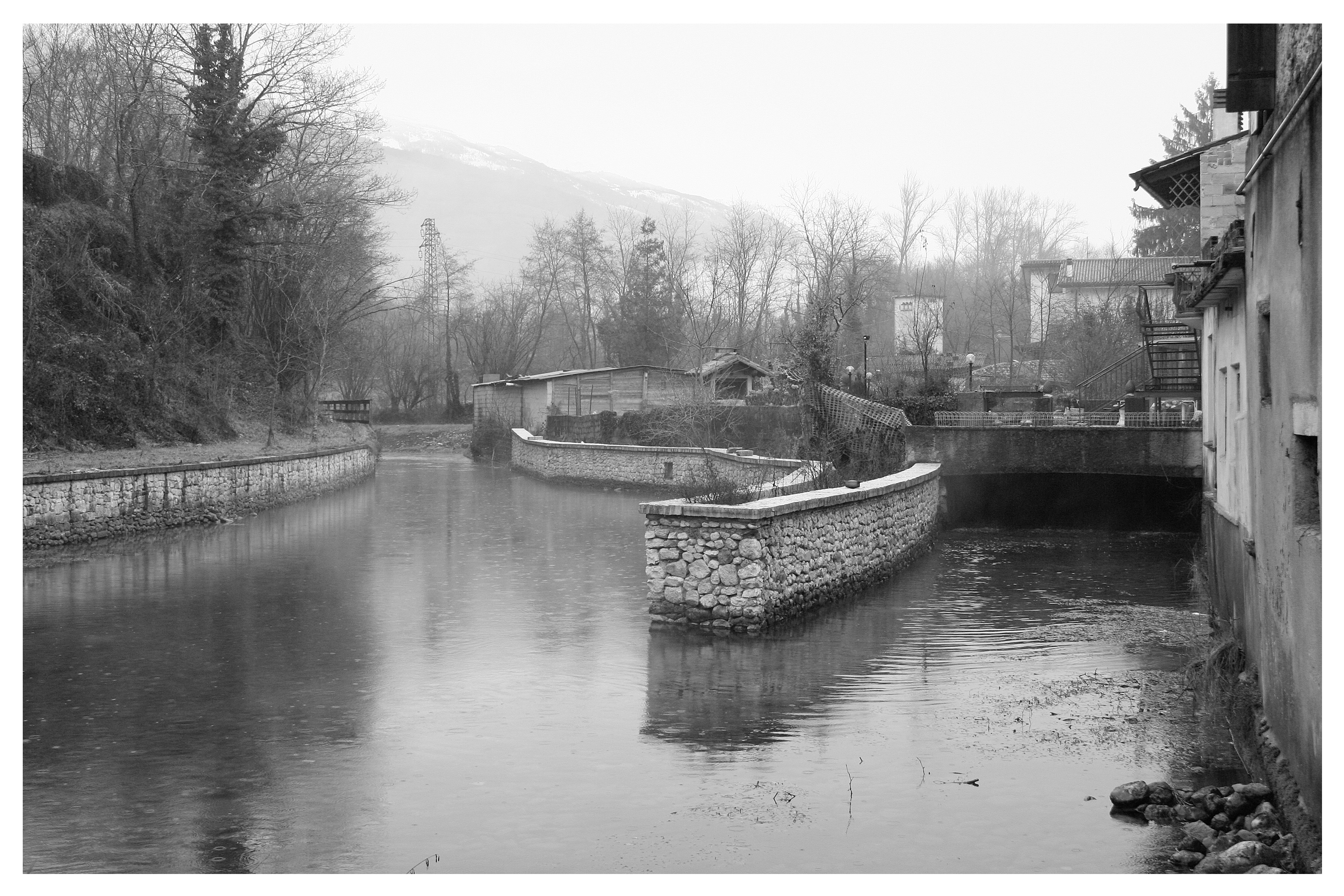

利文扎河是意大利的河流，位於該國東北部，河道全長112公里，流域面積2,221平方公里，平均流量每秒85立方米，發源自波爾切尼戈，最終在考爾萊附近注入亞得里亞海。